# Gran Premio de San Marino de Motociclismo de 1987
El Gran Premio de San Marino de Motociclismo de 1987 fue la duodécima prueba de la temporada 1987 del Campeonato Mundial de Motociclismo. El Gran Premio se disputó el 30 de agosto de 1987 en el Circuito de Misano.

## Resultados 500cc
El estadounidense Randy Mamola se impuso en un duro duelo con Eddie Lawson. El líder de la clasificación, el australiano Wayne Gardner circuló en una cómoda tercera posición que no hacía peligrar su condición de líder.
| Pos.     | Piloto                | Equipo                         | Moto   | Tiempo     | Pts. |
| -------- | --------------------- | ------------------------------ | ------ | ---------- | ---- |
| 1        | Randy Mamola          | Team Lucky Strike Roberts      | Yamaha | 46'35.850  | 15   |
| 2        | Eddie Lawson          | Marlboro Yamaha Team Agostini  | Yamaha | +3.960     | 12   |
| 3        | Wayne Gardner         | Rothmans Honda Team            | Honda  | +34.830    | 10   |
| 4        | Tadahiko Taira        | Marlboro Yamaha Team Agostini  | Yamaha | +41.710    | 8    |
| 5        | Shunji Yatsushiro     | Rothmans Honda Team            | Honda  | +1'01.750  | 6    |
| 6        | Roger Burnett         | Rothmans Honda Team            | Honda  | +1'02.190  | 5    |
| 7        | Niall Mackenzie       | Team HRC                       | Honda  | +1'02.370  | 4    |
| 8        | Christian Sarron      | Sonauto Gauloises Jack Germain | Yamaha | +1'02.690  | 3    |
| 9        | Gustav Reiner         | Team Hein Gericke              | Honda  | +1 Vuelta  | 2    |
| 10       | Marco Gentile         | Fior                           | Fior   | +1 Vuelta  | 1    |
| 11       | Daniel Amatriaín      |                                | Honda  | +1 Vuelta  |      |
| 12       | Alessandro Valesi     |                                | Honda  | +1 Vuelta  |      |
| 13       | Fabio Barchitta       |                                | Honda  | +1 Vuelta  |      |
| 14       | Ray Swann             |                                | Honda  | +1 Vuelta  |      |
| 15       | Bruno Kneubühler      |                                | Honda  | +1 Vuelta  |      |
| 16       | Manfred Fischer       | Team Hein Gericke              | Honda  | +2 Vueltas |      |
| 17       | Marco Papa            |                                | Honda  | +2 Vueltas |      |
| 18       | Simon Buckmaster      |                                | Honda  | +2 Vueltas |      |
| 19       | Romolo Balbi          |                                | Honda  | +2 Vueltas |      |
| 20       | Karl Truchsess        |                                | Honda  | +2 Vueltas |      |
| 21       | Marco Marchesani      |                                | Suzuki | +3 Vueltas |      |
| Ret      | Vittorio Scatola      | Team Paton                     | Paton  | Ret        |      |
| Ret      | Richard Scott         | Team Lucky Strike Roberts      | Yamaha | Ret        |      |
| Ret      | Vittorio Gibertini    |                                | Suzuki | Ret        |      |
| Ret      | Fabio Biliotti        |                                | Honda  | Ret        |      |
| Ret      | Didier de Radiguès    | Cagiva-Bastos-Alstare          | Cagiva | Ret        |      |
| Ret      | Leandro Becheroni     |                                | Honda  | Ret        |      |
| Ret      | Kenny Irons           | Heron Suzuki GB                | Suzuki | Ret        |      |
| Ret      | Wolfgang von Muralt   |                                | Suzuki | Ret        |      |
| Ret      | Massimo Broccoli      |                                | Honda  | Ret        |      |
| Ret      | Rob McElnea           | Marlboro Yamaha Team Agostini  | Yamaha | Ret        |      |
| Ret      | Ron Haslam            | Team ROC Elf Honda             | Honda  | Ret        |      |
| Ret      | Silvo Habat           |                                | Honda  | Ret        |      |
| Ret      | Freddie Spencer       | Team HRC                       | Honda  | Ret        |      |
| Ret      | Pierfrancesco Chili   | HB Honda Gallina Team          | Honda  | Ret        |      |
| DNQ      | Ari Rämö              |                                | Honda  | DNQ        |      |
| DNQ      | Josef Doppler         |                                | Honda  | DNQ        |      |
| DNQ      | Claus Wulff           |                                | Suzuki | DNQ        |      |
| DNQ      | Gerold Fischer        |                                | Honda  | DNQ        |      |
| DNQ      | Andreas Leuthe        |                                | Honda  | DNQ        |      |
| DNQ      | Larry Moreno Vacondio |                                | Suzuki | DNQ        |      |
| DNQ      | Vincenzo Cascino      |                                | Suzuki | DNQ        |      |
| DNQ      | Thierry Rapicault     |                                | Fior   | DNQ        |      |
| DNQ      | Georg-Robert Jung     |                                | Honda  | DNQ        |      |
| Sources: |                       |                                |        |            |      |

## Resultados 250cc
El triunfo fue para Loris Reggiani,con Aprilia, por delante de Luca Cadalora,con Yamaha. La última victoria de un piloto italiano con una máquina italiana se remontaba al Gran Premio de Checoslovaquia de 1979.
| Pos. | Piloto                 | Moto      | Tiempo    | Pts. |
| ---- | ---------------------- | --------- | --------- | ---- |
| 1    | Loris Reggiani         | Aprilia   | 41:21.580 | 15   |
| 2    | Luca Cadalora          | Yamaha    | +7.890    | 12   |
| 3    | Sito Pons              | Honda     | +11.060   | 10   |
| 4    | Dominique Sarron       | Honda     | +11.420   | 8    |
| 5    | Martin Wimmer          | Yamaha    | +12.180   | 6    |
| 6    | Anton Mang             | Honda     | +12.320   | 5    |
| 7    | Juan Garriga           | Yamaha    | +12.530   | 4    |
| 8    | Manfred Herweh         | Honda     | +13.470   | 3    |
| 9    | Reinhold Roth          | Honda     | +13.690   | 2    |
| 10   | Patrick Igoa           | Yamaha    | +14.050   | 1    |
| 11   | Maurizio Vitali        | Garelli   | +14.260   |      |
| 12   | Ivan Palazzese         | Yamaha    | +19.070   |      |
| 13   | Stéphane Mertens       | Honda     | +19.330   |      |
| 14   | Urs Luzi               | Honda     | +27.660   |      |
| 15   | Donnie McLeod          | EMC/Rotax | +33.440   |      |
| 16   | Jean-Michel Mattioli   | Yamaha    | +33.870   |      |
| 17   | Marcellino Lucchi      | Honda     | +48.220   |      |
| 18   | Guy Bertin             | Honda     | +48.390   |      |
| 19   | Marcello Iannetta      | Yamaha    | +48.720   |      |
| 20   | Fausto Ricci           | Honda     | +50.320   |      |
| 21   | Jean-Philippe Ruggia   | Yamaha    | +50.540   |      |
| 22   | Massimo Matteoni       | Honda     | +55.990   |      |
| 23   | René Delaby            | Yamaha    | +1:04.340 |      |
| 24   | Harald Eckl            | Honda     | +1:08.940 |      |
| 25   | Christian Boudinot     | Fior      | +1:15.090 |      |
| 26   | Bruno Bonhuil          | Honda     | +1:21.840 |      |
| 27   | Garry Cowan            | Honda     | +1 Vuelta |      |
| 28   | Alberto Rota           | Honda     | +1 Vuelta |      |
| 29   | Renzo Colleoni         | Honda     | +1 Vuelta |      |
| Ret  | Carlos Cardús          | Honda     | Ret       |      |
| Ret  | Stefano Caracchi       | Honda     | Ret       |      |
| Ret  | Jean-François Baldé    | Honda     | Ret       |      |
| Ret  | Jean Foray             | Honda     | Ret       |      |
| Ret  | Jochen Schmid          | Yamaha    | Ret       |      |
| Ret  | Andrea Brasini         | Honda     | Ret       |      |
| DNS  | Antonio Neto           | Yamaha    | DNS       |      |
| DNQ  | Bernard Haenggeli      | Yamaha    | DNQ       |      |
| DNQ  | Graham Singer          | Rotax     | DNQ       |      |
| DNQ  | Javier Cardelús        | Honda     | DNQ       |      |
| DNQ  | Kevin Mitchell         | Yamaha    | DNQ       |      |
| DNQ  | Hans Lindner           | Honda     | DNQ       |      |
| DNQ  | Englebert Neumair      | Rotax     | DNQ       |      |
| DNQ  | Takayoshi Yamamoto     | Yamaha    | DNQ       |      |
| DNQ  | Nedy Crotta            | Armstrong | DNQ       |      |
| DNQ  | Hervé Duffard          | Honda     | DNQ       |      |
| DNQ  | Janez Stefanec         | Honda     | DNQ       |      |
| DNQ  | Jean-Louis Guignabodet | Honda     | DNQ       |      |

## Resultados 125cc
Décima, carrera y décimo triunfo del italiano Fausto Gresini en 125cc, pese a llevar una fuerte contusión en el pie derecho, tras su caída del día anterior.
| Pos. | Piloto                   | Moto          | Tiempo     | Pts. |
| ---- | ------------------------ | ------------- | ---------- | ---- |
| 1    | Fausto Gresini           | Garelli       | 38:36.200  | 15   |
| 2    | August Auinger           | MBA           | +33.140    | 12   |
| 3    | Paolo Casoli             | Moto AGV      | +42.850    | 10   |
| 4    | Ezio Gianola             | Honda         | +1:06.060  | 8    |
| 5    | Mike Leitner             | MBA           | +1:12.150  | 6    |
| 6    | Lucio Pietroniro         | MBA           | +1:12.650  | 5    |
| 7    | Andrés Sánchez           | Ducados       | +2:08.970  | 4    |
| 8    | Gastone Grassetti        | MBA           | +1 Vuelta  | 3    |
| 9    | Håkan Olsson             | Starol        | +1 Vuelta  | 2    |
| 10   | Norbert Peschke          | Seel          | +1 Vuelta  | 1    |
| 11   | Olivier Liégeois         | Assmex        | +1 Vuelta  |      |
| 12   | Jussi Hautaniemi         | MBA           | +1 Vuelta  |      |
| 13   | Willy Pérez              | MBA (Zanella) | +1 Vuelta  |      |
| 14   | Flemming Kistrup         | MBA           | +1 Vuelta  |      |
| 15   | Bady Hassaine            | MBA           | +1 Vuelta  |      |
| 16   | Jean-Claude Selini       | MBA           | +1 Vuelta  |      |
| 17   | Claudio Macciotta        | MBA           | +1 Vuelta  |      |
| 18   | Pier Paolo Bianchi       | MBA           | +1 Vuelta  |      |
| 19   | Robin Appleyard          | MBA           | +1 Vuelta  |      |
| 20   | Jacques Hutteau          | MBA           | +1 Vuelta  |      |
| 21   | Iván Troisi              | MBA           | +1 Vuelta  |      |
| 22   | Luciano Garagnani        | MBA           | +1 Vuelta  |      |
| 23   | Emilio Cuppini           | Honda         | +1 Vuelta  |      |
| 24   | Manuel Hernández Nicolás | Beneti        | +1 Vuelta  |      |
| 25   | Heinz Litz               | MBA           | +1 Vuelta  |      |
| 26   | Peter Sommer             | MBA           | +2 Vueltas |      |
| Ret  | Johnny Wickström         | MBA (Tunturi) | Ret        |      |
| Ret  | Thierry Feuz             | MBA           | Ret        |      |
| Ret  | Allan Scott              | EMC           | Ret        |      |
| Ret  | Marco Cipriani           | MBA           | Ret        |      |
| Ret  | Domenico Brigaglia       | Moto AGV      | Ret        |      |
| Ret  | Hubert Abold             | Honda         | Ret        |      |
| Ret  | Stefano Bianchi          | MBA           | Ret        |      |
| Ret  | Esa Kytölä               | MBA           | Ret        |      |
| Ret  | Adi Stadler              | MBA           | Ret        |      |
| DNS  | Bruno Casanova           | Garelli       | DNS        |      |
| DNQ  | Robin Milton             | MBA           | DNQ        |      |
| DNQ  | Heinz Lüthi              | Honda         | DNQ        |      |
| DNQ  | Paul Bordes              | MBA           | DNQ        |      |
| DNQ  | Marco Pirani             | Ballen        | DNQ        |      |
| DNQ  | Roberto Dova             | EMC           | DNQ        |      |
| DNQ  | Ian McConnachie          | MBA           | DNQ        |      |
| DNQ  | Taru Rinne               | MBA           | DNQ        |      |
| DNQ  | Nicolas González         | MBA           | DNQ        |      |
| DNQ  | Vincenzo Sblendorio      | Mancini       | DNQ        |      |
| DNQ  | Karl Dauer               | MBA           | DNQ        |      |
| DNQ  | Thomas Møller-Pedersen   | MBA           | DNQ        |      |
| DNQ  | Christian Le Badezet     | MBA           | DNQ        |      |

## Resultados 80cc
La victoria de Champi Herreros supone además la sexta victoria de Derbi en el Mundial de marcas. El líder de la clasificación Jorge Martínez Aspar tuvo que retirarse.
| Pos. | Piloto               | Moto     | Tiempo     | Pts. |
| ---- | -------------------- | -------- | ---------- | ---- |
| 1    | Manuel Herreros      | Derbi    | 32:05.360  | 15   |
| 2    | Stefan Dörflinger    | Krauser  | +3.680     | 12   |
| 3    | Ian McConnachie      | Krauser  | +11.610    | 10   |
| 4    | Gerhard Waibel       | Krauser  | +11.620    | 8    |
| 5    | Jörg Seel            | Seel     | +25.410    | 6    |
| 6    | Giuseppe Ascareggi   | BBFT     | +26.500    | 5    |
| 7    | Alex Barros          | Arbizu   | +27.070    | 4    |
| 8    | Hans Spaan           | Casal    | +29.870    | 3    |
| 9    | Herri Torrontegui    | JJ Cobas | +59.260    | 2    |
| 10   | Peter Öttl           | Krauser  | +59.570    | 1    |
| 11   | Salvatore Milano     | Krauser  | +59.880    |      |
| 12   | Juhász Károly        | Krauser  | +1:04.460  |      |
| 13   | Reiner Koster        | Kroko    | +1:16.050  |      |
| 14   | Heinz Paschen        | Casal    | +1:29.350  |      |
| 15   | Theo Timmer          | Casal    | +1:30.180  |      |
| 16   | Günter Schirnhofer   | Krauser  | +1 Vuelta  |      |
| 17   | Josef Fischer        | Krauser  | +1 Vuelta  |      |
| 18   | Wilco Zeelenberg     | Casal    | +1 Vuelta  |      |
| 19   | Serge Julin          | Casal    | +1 Vuelta  |      |
| 20   | Otto Machinek        | H&M      | +1 Vuelta  |      |
| 21   | Mario Stocco         | Faccioli | +1 Vuelta  |      |
| 22   | Raimo Lipponen       | Krauser  | +1 Vuelta  |      |
| 23   | Lionel Robert        | SPR      | +1 Vuelta  |      |
| 24   | Rainer Kunz          | Kroko    | +2 Vueltas |      |
| 25   | Chris Baert          | Seel     | +2 Vueltas |      |
| Ret  | Hubert Abold         | Krauser  | Ret        |      |
| Ret  | Paolo Priori         | Krauser  | Ret        |      |
| Ret  | Luis Miguel Reyes    | Autisa   | Ret        |      |
| Ret  | Jorge Martínez Aspar | Derbi    | Ret        |      |
| Ret  | Stuart Edwards       | Casal    | Ret        |      |
| Ret  | Juan Ramón Bolart    | Autisa   | Ret        |      |
| Ret  | Paul Bordes          | RB       | Ret        |      |
| Ret  | Mario Scalinci       | HuVo     | Ret        |      |
| Ret  | Thomas Engl          | Esch     | Ret        |      |
| Ret  | Giuliano Tabanelli   | UFO      | Ret        |      |
| DNS  | René Dünki           | Krauser  | DNS        |      |
| DNS  | Richard Bay          | Casal    | DNS        |      |
| DNQ  | Felix Rodríguez      | Cobas    | DNQ        |      |
| DNQ  | Paolo Scappini       | Unimoto  | DNQ        |      |
| DNQ  | Nicola Casadei       | Casal    | DNQ        |      |